# 큰머리땃쥐
큰머리땃쥐(Crocidura grandiceps)는 땃쥐과에 속하는 포유류의 일종이다. 베넹과 코트디부아르, 가나, 기니, 라이베리아 그리고 토고에서 발견된다. 자연 서식지는 아열대 또는 열대 기후 지역의 습윤 저지대 숲이다. 서식지 감소로 멸종 위협을 받고 있다. "큰머리땃쥐"라는 이름은 큰머리땃쥐속(Paracrocidura) 땃쥐류의 총칭으로도 쓰인다.